# Paedophryne kathismaphlox
Paedophryne kathismaphlox es una especie de anfibio anuro de la familia Microhylidae.

## Distribución geográfica

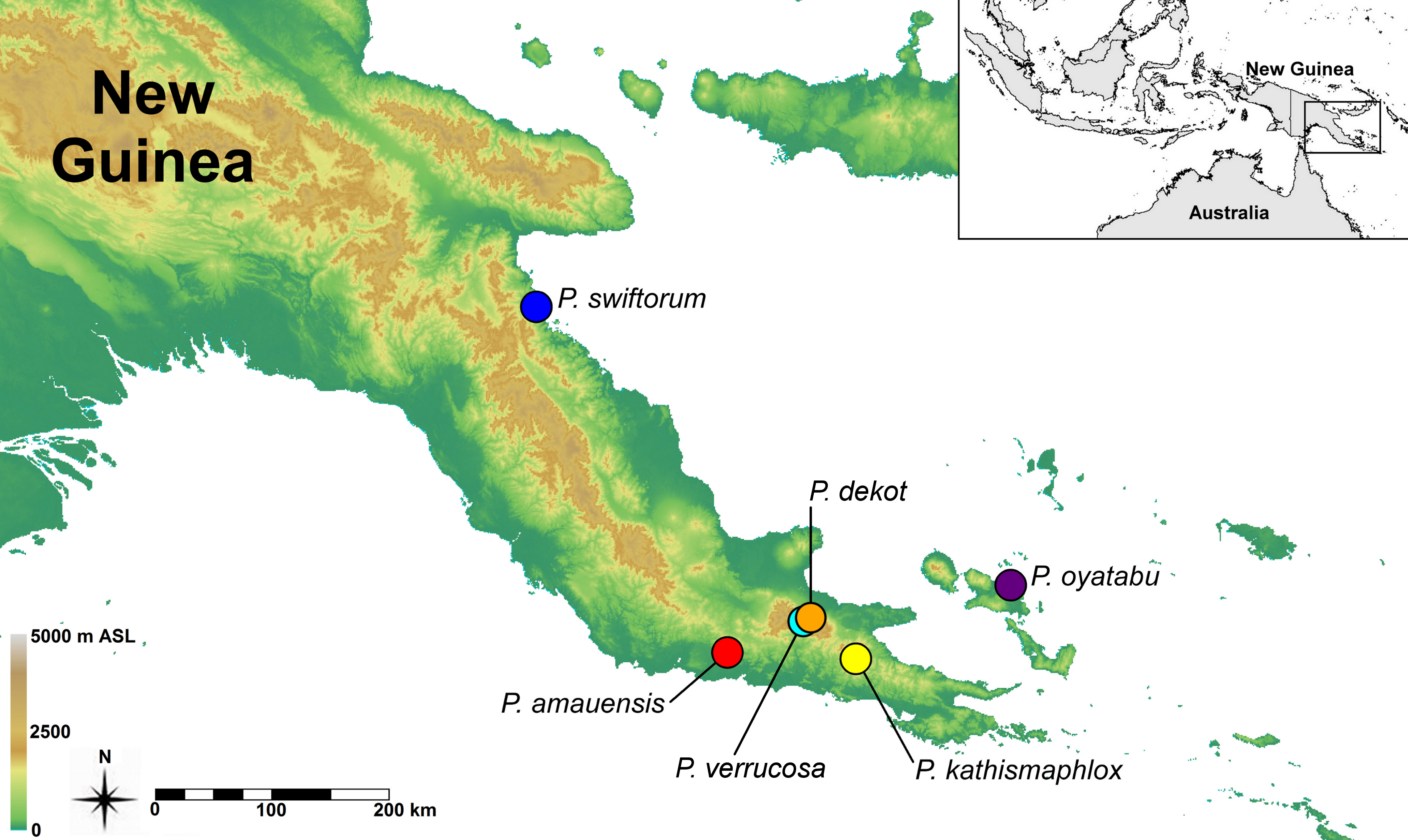
Punto amarillo: Sitio del descubrimiento de Paedophryne kathismaphlox.

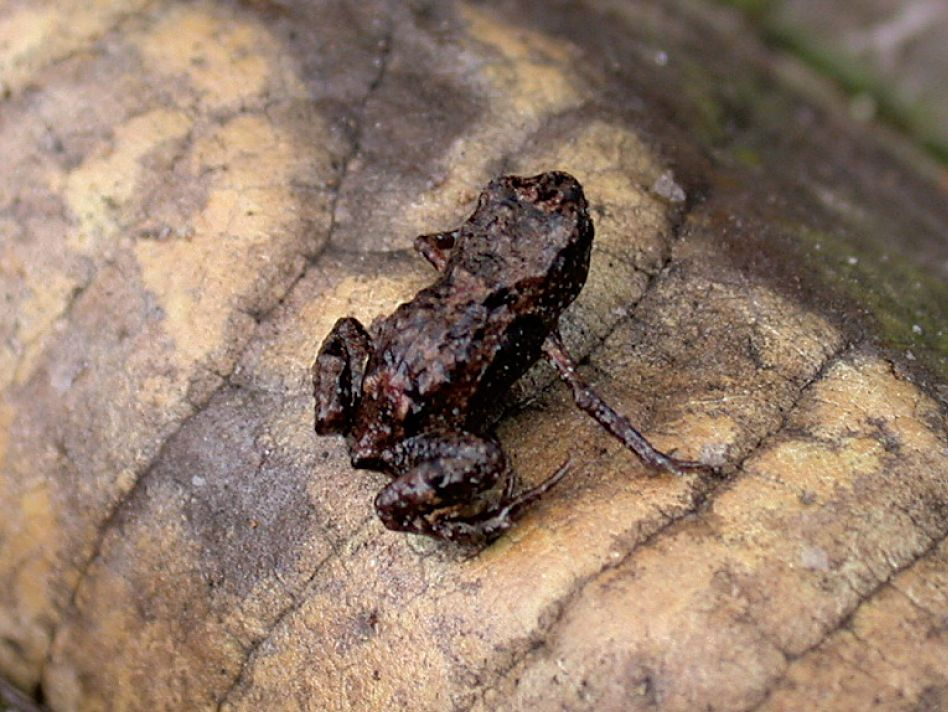
Paedophryne kathismaphlox.

Es endémica de Nueva Guinea, en la provincia de Milne Bay (Papúa Nueva Guinea).